# Karita Mattila
Karita Marjatta Mattila (vyslovuje se ['karita' mattila]) (* 5. září 1960, Somero) je finská operní sopranistka. Pravidelně se objevuje v hlavních operních domech po celém světě, včetně Metropolitní opery, Královské opery v Londýně, Théâtre du Châtelet, Opéra Bastille, Lyric Opera of Chicago, San Francisco Opera, Houston Grand Opera, Vídeňská státní opera, Toronto Roy Thomson Hall a Großes Festspielhaus v Salcburku. V Česku vystupuje například v Janáčkově divadle v Brně nebo v Rudolfinu. Patří mezi světově nejznámější interprety oper Leoše Janáčka.

## Kariéra

### 1983–1999
Karita Mattila, která se narodila ve finském Someru, absolvovala v roce 1983 Sibeliově akademii v Helsinkách, kde studovala zpěv u Liisy Linko-Malmio. Poté pokračovala ve studiu u Very Rozsa v Londýně.
Ještě v roce 1983 vyhrála první světovou soutěž Cardiff Singer of the World. V roce 1985 debutovala v Covent Garden v Královské opeře jako Fiordiligi v Mozartově Così fan tutte. V roce 1988 představovala Emmu v vůbec první televizní produkci Schubertových Fierrabras ve Vídeňské státní opeře. V roce 1990 debutovala Metropolitní opeře jako Donna Elvíra v Mozartově Donu Giovanni. V roce 1994 debutovala ve Španělsku jako Taťána v Čajkovského Evženu Oněginovi v Madridu a v roce 1996 debutovala v Paříži ve Wagnerově opeře Lohengrin a Verdiho Donu Carlosovi. V roce 1998 Karita Mattila získala ceny Grammy za „nejlepší operní nahrávku“ s Mistry pěvci norimberskými a v roce 2004 za Jenůfu. V roce 1998 jí byla udělena cena Evening Standard Ballet, Opera a Classical Music za „mimořádný výkon roku“ za představení Elisabeth v Donu Carlosovi v Královské opeře.

### 2000–2020
V roce 2001 deník The New York Times vybral Karitu Mattilu jako nejlepší zpěvačku roku za jejíj výkon ve Fideliu v Metropolitní opeře a ve stejném roce byla nominována na cenu Laurence Oliviera za „mimořádný úspěch v opeře“. V roce 2004 získala další cenu Grammy za „nejlepší operní nahrávku“ v za Jenůfu. Mattilina newyorská vystoupení v Salome v roce 2004 a následná Káťa Kabanová inspirovala newyorský tisk k napsání: „Až se bude psát historie Metropolitní opery v době milénia, Karita Mattila si zaslouží vlastní kapitolu.“
V roce 2005 byla nejstarším americkým časopisem o vážné hudbě Musical America jmenována Hudebnicí roku 2005, který ji popisoval jako „nejvíce elektrizující zpívající herečku naší doby, takovou umělkyni, která obnovuje stárnoucí uměleckou formu a žene veřejnost do šílenství.“ BBC Music Magazine Karitu Mattilu označil za jednu z 20 nejlepších sopránů zaznamenané éry v roce 2007. Celosvětové publikum Mattilu vidělo v Manon Lescaut v kinech v roce 2008. Salome a Toscu v Metropolitní opeře mohli diváci sledovat naživo ve vysokém rozlišení po celém světě v letech 2008 a 2009. V roce 2010 ztvárnila Karita Mattila v Opéra National de Lyon roli Emilie du Châtelet v monodrámatu Émilie Kaiji Saariaho; role jí byla věnována.
Obrovským aplausem byla odměněna za ztvárnění Kostelničky ve Metropolitní opeře v roce 2016. V roce 2020 hrála parodii na sebe jako operní diva uvízlá ve Finsku v nové komiksové opeře Cosi fan Tutte. V prosinci 2020 byla Mattila vyznamenána Řádem finského lva, Commander první třídy.

### Spolupráce s Jiřím Bělohlávkem
Diva je v Česku známa dlouhodobou spoluprací s dirigentem Jiřím Bělohlávkem, se kterým měla profesionálně velmi vřelý vztah. Poté, co v Helsinkách nazkoušeli Janáčkovu operu Káťa Kabanová, s ním vystupovala po celém světě, v Praze poprvé v roce 2004 v roli Jenůfy na pódiu Rudolfina. Právě s Bělohlávkem si také splnila svůj sen zpívat Kostelničku v Její pastorkyni, protože si vážila jeho detailní znalosti díla Leoše Janáčka. S radostí přijala nabídku zazpívat také na pražském koncertě s Českou filharmonií uspořádaném v roce 2016 u příležitosti dirigentových 70. narozenin.
Ve Dvořákově síni Rudolfina zpívala také v roce 2018, a to s hudebním tělesem PKF – Prague Philharmonia, které Jiří Bělohlávek založil pod názvem Pražská komorní filharmonie.

## Osobní život
Mattila žije v Naples na Floridě. V roce 1992 se provdala za Tapio Kuneinena, který pro ni pracoval jako manažer; rozvedli se v roce 2018.
O Twitteru, kde působí od října 2018, uvedla, že byl po jejím rozvodu „zachránou života“.
Po náhlém zrušení své Jenůfy v Královské opeře koncem února 2020 kvůli pandemii koronaviru se přestěhovala do bytu ve finských Helsinkách, dokud nebude možné znovu bezpečně cestovat, pracovat a vrátit se domů.

## Nahrávky
- Arias & Scenes (Erato) dirig. Yutaka Sado; Piková dáma, Jenůfa, Elektra.
- German Romantic Arias (Erato), Staatskapelle Dresden, dirig. Sir Colin Davis; Beethoven, Weber.

### Písně
- Strauss: Orchestrální písně; Čtyři poslední písně (DG)
- Strauss: Orchestrální písně (Sony Music Entertainment)
- Strauss: Hölderlin Lieder (Sony Music Entertainment)
- Sibelius Songs (Ondine)
- Grieg a Sibelius Songs (Erato)
- Lízátka; Canteloube, Villa-Lobos (Philips)
- Sydän Suomessa - Ze srdce Finska (Ondine), 1996, recitál s Ilmem Rantou (klavír); písně Toivo Kuula, Oskara Merikanta, Erkki Melartina, Yrjö Kilpinena a lidové písně.[15]
- Divoká růže (Ondine) s Ilmo Ranta. Lieder od Beethovena, Brahmse, Schuberta, Schumanna, Mahlera.
- Moderní portrét (Warner/Finlandia), 1995. Paul Hindemith Das Marienleben, cyklus písní pro soprán a klavír, op. 27; Dream Songs Aulis Sallinen; Mikko Heinio písňový cyklus Vuelo de Alambre

### Živé nahrávky
- Karita Live! (Ondine) kond. Jukka Pekka Saraste; Wagner, Verdi, Strauss, Gershwin
- Helsinský recitál (Ondine), Martin Katz (klavír); Duparc, Kaija Saariaho Quatre, Rachmaninov, Dvořákovy cikánské písně.

### Kompilace
- Excellence - The Artistry of Karita Mattila (Ondine)

### Kompletní opery
- Salome (Sony Music Entertainment)
- Káťa Kabanová (Fra Musica)
- Tosca (Virgin)
- Manon Lescaut (EMI Classics)
- Don Carlos (EMI Classics)
- Fidelio (DG)
- Die Meistersinger (Decca, DG)
- Simon Boccanegra (TDK)
- Jenůfa (Erato)
- Le nozze di Figaro (Sony Music Entertainment)
- Così fan tutte (Philips)
- Don Giovanni (Philips)
- Fierrabras (DG
- Der Freischütz (Decca)
- Scény z Goetheho Fausta (Sony Music Entertainment)

### Symfonická díla
- Mozart: Requiem (DG)
- Beethoven: Symfonie č. 9 (DG)
- Šostakovič: Symfonie č. 14 (EMI Classics)
- Schoenberg: Gurrelieder (EMI Classics)
- Bernstein: Symphony no. 3 (Erato)
- Sibelius: Kullervo (BIS)
- Mendelssohn: Symphony no. 2 (DG)
- Schubert: mše Es dur; Mozart: Aria of the Angel, Laudate dominum (DG)

### Populární hudba
- Fever (Ondine)
- Best of Evergreens (Ondine)
- Karita's Christmas (Ondine)
- Songs To The Sea; Populární melodie od Lasse Mårtensona (2001) (Ondine)

### DVD
- Galavečer Metropolitní opery Jamese Levina k 25. výročí (1996), DVD Deutsche Grammophon, B0004602-09

## Repertoár
| Role          | Opera             | Skladatel          | Místo                             | Rok  |
| ------------- | ----------------- | ------------------ | --------------------------------- | ---- |
| Emma          | Fierrabras        | Schubert           | Vídeňská státní opera             | 1988 |
| Donna Elvira  | Don Giovanni      | Mozart             | Vídeňská státní opera             | 1990 |
| Donna Elvira  | Don Giovanni      | Mozart             | Metropolitní opera                | 1990 |
| Rosalinde     | Netopýr           | Johann Strauss ml. | Vídeňská státní opera a Tokio NHK | 1994 |
| Amélie        | Simon Boccanegra  | Verdi              | Teatro Colón                      | 1995 |
| Elsa          | Lohengrin         | Wagner             | Pařížská opera                    | 1996 |
| Elisabeth     | Don Carlos        | Verdi              | Théâtre du Châtelet               | 1996 |
| Hanna Glawari | Veselá vdova      | Lehár              | Opéra Garnier                     | 1997 |
| Manon Lescaut | Manon Lescaut     | Puccini            | Opera v Tampere                   | 1999 |
| Leonore       | Fidelio           | Beethoven          | Metropolitní opera                | 2000 |
| Eva           | Die Meistersinger | Wagner             | Metropolitní opera                | 2001 |
| Amélie        | Simon Boccanegra  | Verdi              | Florencie                         | 2002 |
| Arabella      | Arabella          | Richard Strauss    | Théâtre du Châtelet               | 2002 |
| Salome        | Salome            | Richard Strauss    | Pařížská opera                    | 2003 |
| Salome        | Salome            | Richard Strauss    | Metropolitní opera                | 2004 |
| Manon Lescaut | Manon Lescaut     | Puccini            | Metropolitní opera                | 2008 |
| Salome        | Salome            | Richard Strauss    | Metropolitní opera                | 2008 |
| Káťa          | Káťa Kabanová     | Janáček            | Teatro Real                       | 2008 |
| Tosca         | Tosca             | Puccini            | Metropolitní opera                | 2009 |
| Tosca         | Tosca             | Puccini            | Mnichovský operní festival        |      |
| Kostelnička   | Její pastorkyňa   | Janáček            | Metropolitní opera                | 2016 |